# يو إف سي على فوكس: هولم ضد شيفتشينكو
يو إف سي على فوكس: هولم ضد شيفتشينكو (بالإنجليزية: UFC on Fox: Holm vs. Shevchenko)‏ هو حدث لفنون القتال المختلطة نظمته يو إف سي، أُقيم في 23 يوليو 2016، على يونايتد سنتر في شيكاغو، إلينوي، الولايات المتحدة.